# Котедж у Дартмурі
«Котедж у Дартмурі» (англ. «A Cottage on Dartmoor») — німий психологічний трилер 1929 року режисера Ентоні Асквіта. Головні ролі зіграли Нора Барінг, Уно Геннінґ та Ганс Адальберт Шлеттов.
«Котедж у Дартмурі» увібрав у себе авангардистські експерименти з монтажем, детективний сюжет та драматизм, притаманний стрічкам Альфреда Гічкока, а також поєднав різні акторські школи — трьох головних персонажів грають британка Нора Барінг, німець Адальберт Шлеттов та швед Уно Геннінґ.

## Сюжет
Перукар Джо і манікюрниця Саллі разом працюють у салоні краси. Якось навесні в них виникає ідея сходити на побачення. Саллі запрошує Джо до себе додому, однак спершу родичі дівчини, а пізніше стриманість хлопця не дозволяють їм бодай якось зблизитися. Джо намагається розвивати стосунки далі, однак робить це занадто тонко і непомітно для дівчини. В підсумку, Джо не лишається нічого іншого як ображено споглядати за Саллі, аж доки заможний клієнт-кавалер не перехопить ініціативу та не запросить дівчину в кіно. Втім закоханого перукаря краще було не злити, бодай через те, що він професійно орудує гострими предметами.

## У головних ролях
- Нора Барінг — Саллі
- Уно Геннінґ — Джо
- Ганс Адальберт Шлеттов — Гаррі

## Режисерська робота
Найдовша сцена «Котеджу в Дартмурі» відбувається в залі кінотеатру. Публіка кінотеатру спершу переживає ейфорію під час німого фільму з Гарольдом Ллойдом, а пізніше відверто нудьгує під час розмовної драми «Моя жінка». В цій сцені режисер жодного разу не показує екран, а лише схвильовані обличчя в кінозалі. Таким чином Асквіт за півстоліття до найвідоміших режисерів-дослідників кінотеатральної фізіоґноміки Герца Франка та Аббаса Кіаростамі робить саме кіноглядача, а не фільм епіцентром кінодійства.
Серед новаторських прийомів фільму — монтажна заміна «чоловічої» розмови в салоні краси хронікою спортивних змагань, а також запозичення фільмом у його найдраматичніший момент прийомів радянського монтажного кіна.

## Показ в Україні
У 2016 році стрічка була представлена на фестивалі «Німі ночі» в музичному супроводі мексиканського проекту «La Escalera».